# Adrenalin (film)
Adrenalin er en dansk kortfilm fra 2011 instrueret af Sabine Damkjær Nielsen.

## Handling
En gruppe unge, overnatter hos Stefan. Sandra har diabetes, og tør ikke fortælle sine veninder det. Den generte dreng, Patrick, drømmer om hende, men tør hun være sammen med ham og måske miste status i gruppen? Om natten har hun lavt blodsukker, og går i chok, hendes veninder ved ikke hvad de skal gøre, men Mia hjælper hende, og Stefans forældre henter hende. Sandra kommer tilbage og har det godt, nu har hun indset at det er ok at have diabetes, og hun er ikke længere bange for at vise hendes følelser for Patrick.